# Octomeria rubrifolia
Octomeria rubrifolia är en orkidéart som beskrevs av João Barbosa Rodrigues. Octomeria rubrifolia ingår i släktet Octomeria och familjen orkidéer. Inga underarter finns listade i Catalogue of Life.